# Zum guten Hirten (Frankfurt am Main)
Die katholische Kirche zum guten Hirten liegt im Frankfurter Stadtteil Nieder-Erlenbach und wurde im Jahr 2000 geweiht.

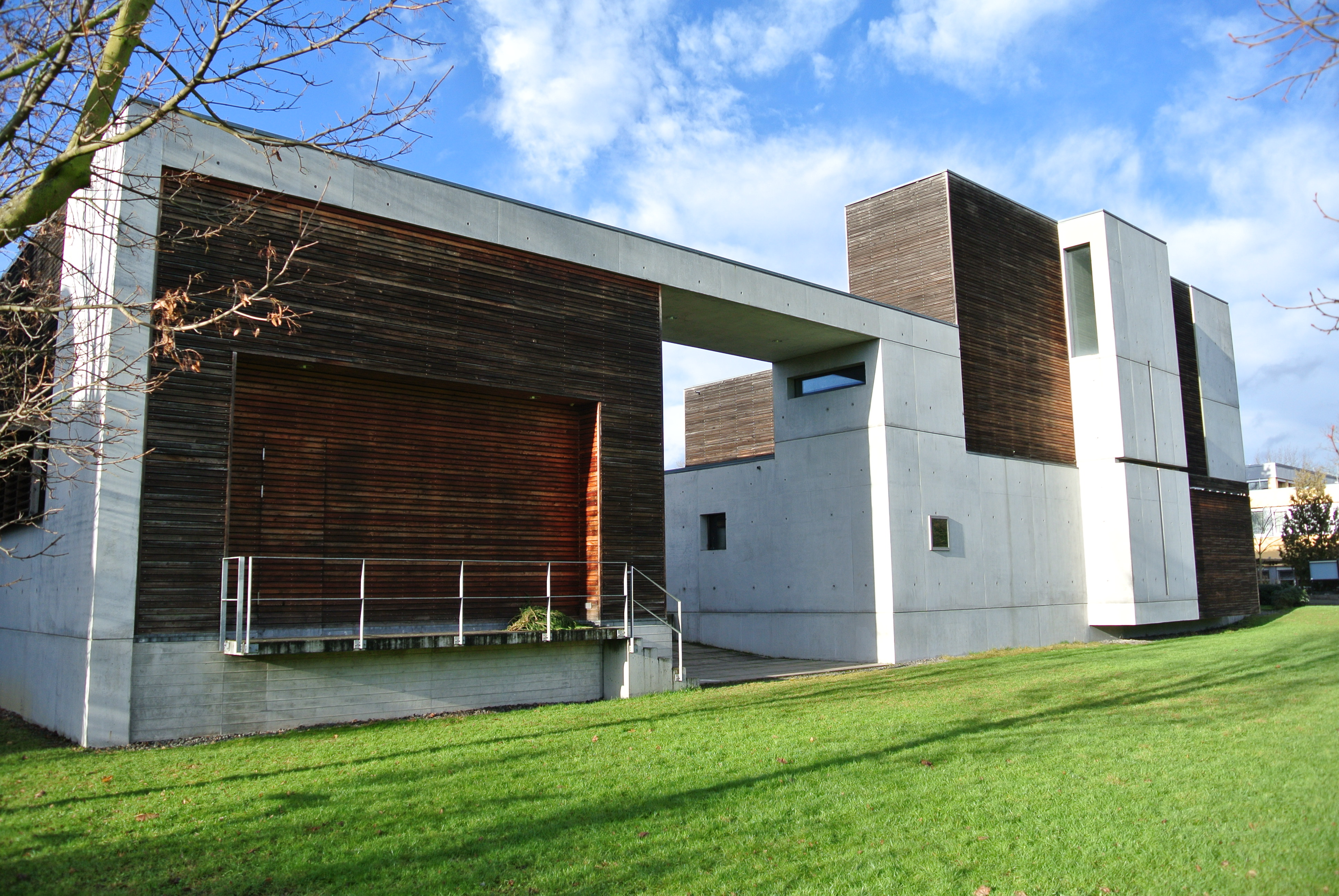
Gut-Hirten-Kirche von Südosten

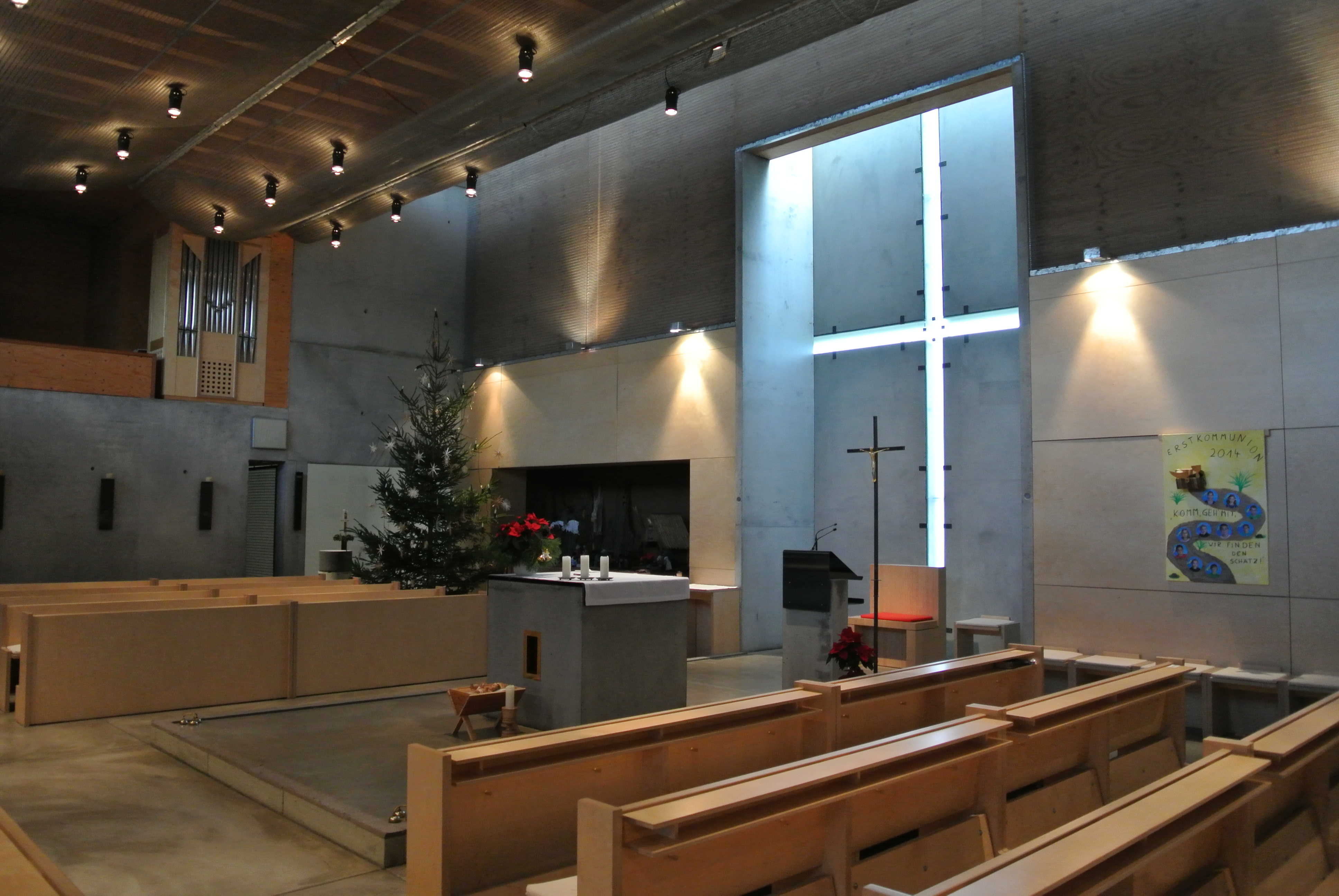
Innenraum, Altar und Apsis

## Architektur
Die Kirche befindet sich am nordöstlichen Rand des Ortskerns am Erlenbach in der Straße Im Sauern. Das Gotteshaus, ein Gemeindesaal und Jugendräume entstanden nach Plänen des Architekten Günter Pfeifer in vierjähriger Bauzeit. Die Nutzungen sind in einzelnen Gebäuden angeordnet und zu einem baulichen Ensemble auf rechteckigem Grundriss zusammengefasst. Das Geviert wird durch offene Wege gegliedert. Die Außenwände der unterschiedlich großen Baukörper bestehen aus Holz und Sichtbeton. Von einer internen Gasse gelangt man in das Foyer der Kirche.
Der Innenraum ist durch verschiedene Raumzonen geprägt, die durch eine individuelle Lichtführung inszeniert sind. Der Hauptraum wird von oben und durch einen kreuzförmigen Wandausschnitt in der Apsis belichtet. In den Raumzonen beidseits des Kirchensaals befinden sich Tabernakelraum, Marienkapelle, Taufkapelle und Nebenräume. Auch im Innern dominieren Holz und Beton. Das Gestühl und der untere Bereich der Wände bestehen aus hellen Hölzern. Wände und Decke der Marienkapelle, die sich unter der Orgelempore befindet, sind blau gestrichen. Die Taufkapelle wird von einem hoch liegenden Dachfenster belichtet.

## Ausstattung und Geläut
Die Ausstattung wurde vom Architekten entworfen. Um die Altarinsel gruppieren sich drei Bankgruppen mit 130 Sitzplätzen. Der Altar aus Sichtbeton ist mit einer Stahlplatte mit eingelegten Salbungssteinen aus Basalt versehen. Der Taufstein besteht aus Beton und Basalt.
Die vier Glocken wurden von der Glockengießerei Monasterium im Jahr 1965 hergestellt und stammen aus der Vorgängerkirche.
| Nr. | Name        | Nominal | Gewicht (kg) | Größe (cm) | Inschrift                 |
| 1   | Guter Hirte | h1      | 310          | 81         | Ich bin der gute Hirte    |
| 2   | Maria       | cis2    | 215          | 71         | Ave Maria gratia plena    |
| 3   | Michael     | dis2    | 146          | 63         | Hl. Michael bitte für uns |
| 4   | Hedwig      | e2      | 120          | 59         | Hl. Hedwig bitte für uns  |

## Gemeinde
Die Kirche Jesus Christus – der gute Hirte ist eine Filialkirche der Harheimer Pfarrei St. Jakobus. Sie gehört zum Dekanat Wetterau-West im Bistum Mainz. Bis in die Nachkriegszeit lebten im evangelischen Nieder-Erlenbach nur wenige Katholiken. Sie sind erst durch die Heimatvertriebenen zu einer Gemeinde gewachsen. 1962 wurde durch Umbau einer Scheune ein eigenes Gotteshaus im Brandenburger Weg errichtet. Nachdem es baufällig geworden war, wurde in den 1990er Jahren der Bau der neuen Kirche beschlossen. Sie wurde am 27. August 2000 durch Bischof Karl Lehmann eingeweiht.